# Roadster

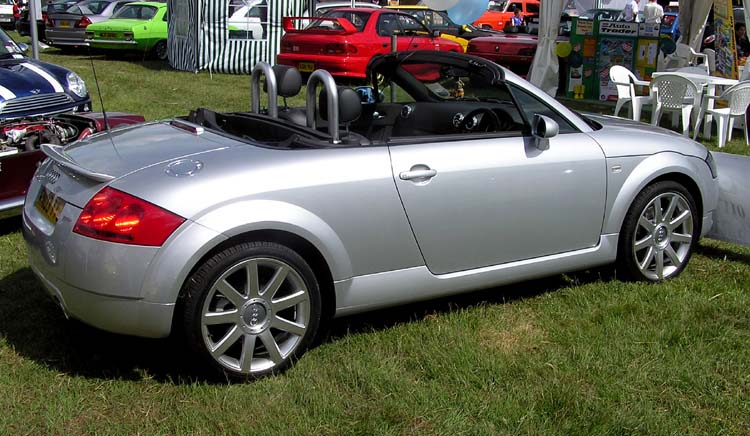
Audi TT Roadster

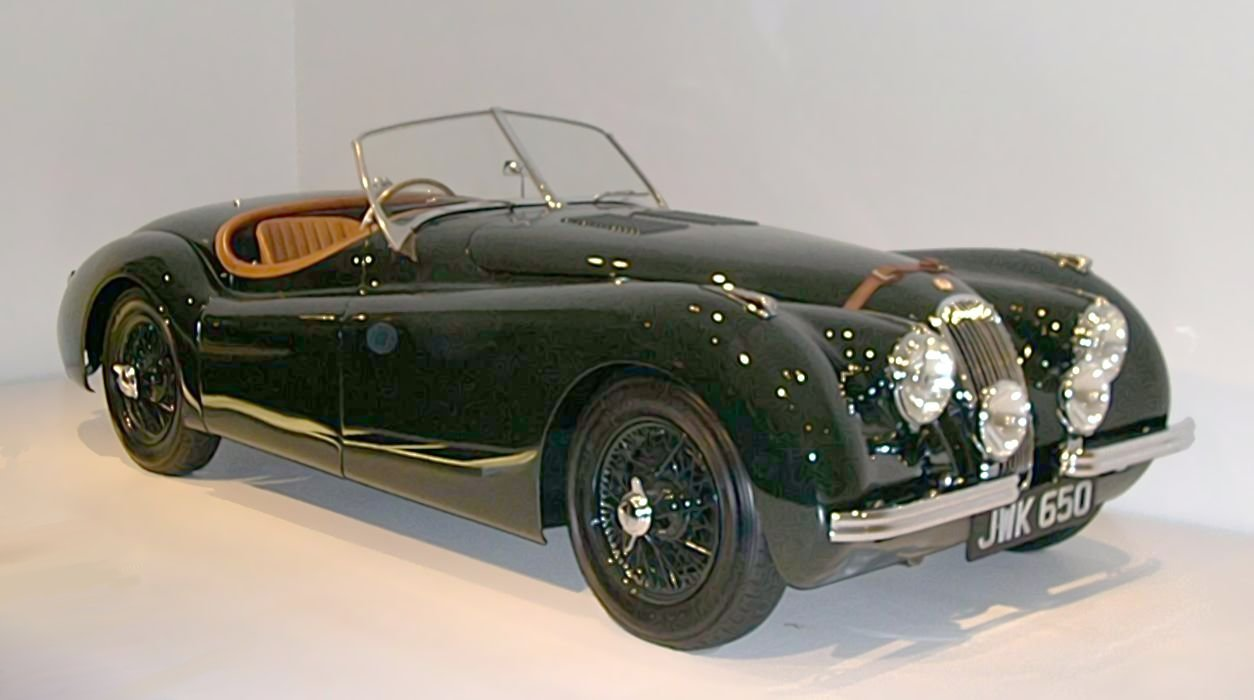
1950 Jaguar XK 120 Roadster

Roadster, také spyder či spider, je označení pro automobil s dvěma sedadly, typicky bez střechy (nebo se střechou skládací) a bez bočních a zadních oken.
Roadstery s plátěnou skládací střechou jsou označovány jako soft-tops, roadstery s pevnou odnímatelnou střechou jako hard-tops či coupe roadsters.
Příklady roadsterů: Mazda MX-5, Nissan 350Z, Audi TT, BMW Z4 nebo český Kaipan.